# Louis Jules Mancini-Mazarini, vévoda de Nevers
Louis Jules Mancini-Mazarini, 4. vévoda de Nevers (uváděn též jako Nivernois nebo Nivernais; francouzsky Louis Jules Barbon Mancini-Mazarini, duc de Nevers, prince de Vergagne) (16. prosince 1716 Paříž – 25. února 1798 Paříž) byl francouzský šlechtic, diplomat a spisovatel. V mládí sloužil v armádě, zúčastnil se dynastických válek první poloviny 18. století a dosáhl hodnosti brigádního generála (1743). Později působil jako diplomat a uplatnil se jako důležitý vyjednavač v době sedmileté války na misích v Berlíně (1755–1756) a Londýně (1762–1763). Byl čtvrtým a posledním vévodou v provincii Nevers. Tituly a majetky ztratil v době Velké francouzské revoluce, kdy byl jako stoupenec monarchie uvězněn, po propuštění dožil v soukromí v Paříži. Byl též mecenášem umění a literatury, sám se prosadil jako spisovatel a byl čestným členem akademií v několika evropských zemích.

## Životopis

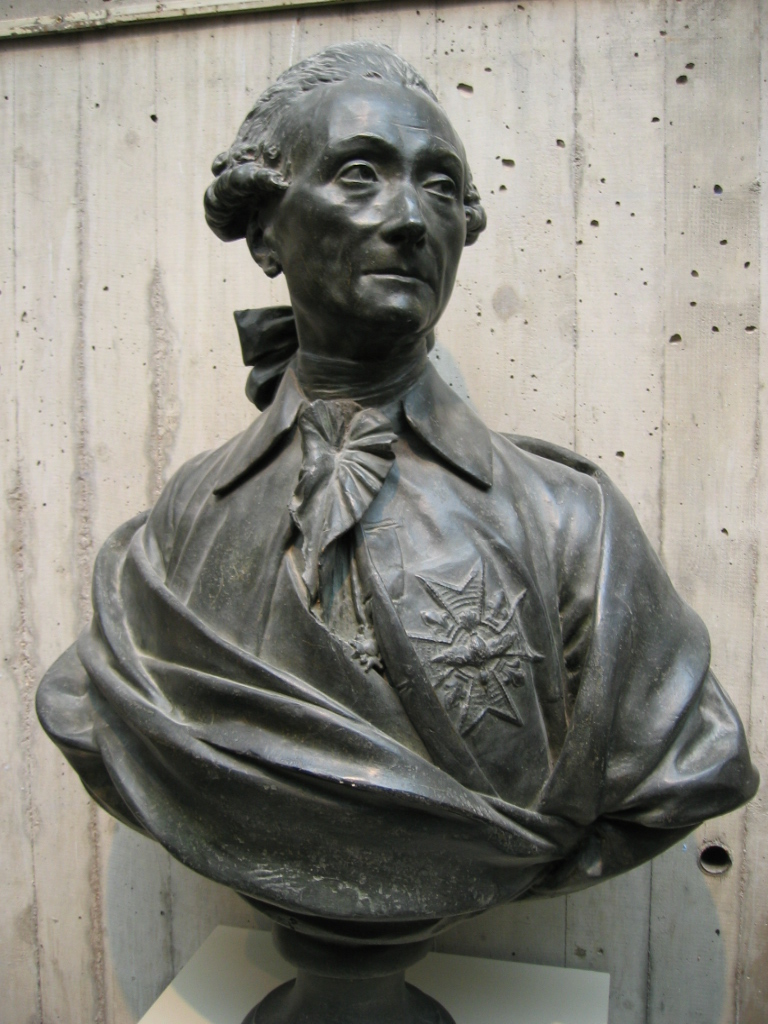
Busta vévody de Nevers (Jean-Antoine Houdon, cca 1780, sbírky muzea v Besançonu)

Pocházel ze starého francouzsko-italského šlechtického rodu, který dosáhl vysokého společenského postavení a majetku ve Francii díky osobnosti vlivného prvního ministra z doby Ludvíka XIV. kardinála Julese Mazarina. Narodil se jako jediný potomek svých rodičů v paláci Hôtel de Mazarin v Paříži. Jeho otcem byl Philippe Jules Mancini-Mazarini, vévoda de Nevers (1676–1768), matka Marianna Spinola (1686–1738) patřila ke staré španělské šlechtě a byla dcerou španělského generála Juana Spinoly. Louis Jules jako otcův dědic užíval v rodině tradiční titul prince de Vergagne, jako vévoda de Nevers se uváděl od roku 1730. Původně sloužil v armádě, zúčastnil se války o polské dědictví a pod maršálem Villarsem bojoval v Itálii (1734), za války o rakouské dědictví byl účastníkem tažení do Německa a Čech (1741–1742). V roce 1743 dosáhl hodnosti brigádního generála.
V obdobích mezi válkami se uplatnil jako diplomat a v letech 1748–1752 byl francouzským velvyslancem ve Vatikánu. Těsně před sedmiletou válkou byl vyslán jako mimořádný zplnomocněnec do Berlína (1755), kde měl zabránit spojenectví mezi Pruskem a Anglií, tato mise však nebyla úspěšná. Pruský král Fridrich II. uzavřel s Londýnem v lednu 1756 tzv. Westminsterskou konvenci a vévoda Nevers se vrátil do Paříže s nepořízenou. Změna v aliancích evropských mocností pak urychlila sjednání spojenectví mezi Francií a Rakouskem (Versailleská smlouva). Když po několika letech bojů v Evropě i zámoří došlo v roce 1762 ke změně ve vnitropolitické konstelaci v Británii a převládla touha po míru, byl vévoda de Nevers delegován s titulem velvyslance k jednáním v Londýně. Za britskou stranu byl vyjednavačem vévoda z Bedfordu, s ohledem na dosavadní výsledky války se Francie musela vzdát svých území v severní Americe a Indii. Závěrečná jednání probíhala ve Francii a mírovou smlouvu z roku 1763 podepsal ministr zahraničí markýz de Praslin.

Erb rodu Mancini-Mazarini

V roce 1768 zdědil po otci rodový majetek (Neverské vévodství), kde současně zastával formálně funkci guvernéra. Opustil dvůr a věnoval se správě statků, mimo jiné proslul svými spory s regionálními parlamenty. V závěru vlády Ludvíka XVI. byl znovu povolán ke dvoru a v letech 1787–1789 byl členem státní rady. Za francouzské revoluce vystupoval jako stoupenec krále a v době jakobínského teroru (1793–1794). Po pádu Maximiliana Robespierra byl propuštěn a poslední léta života strávil v soukromí v Paříži.
Po matce byl španělským grandem I. třídy, po rodině Spinolů užíval také titul říšského knížete, který ale ve Svaté říši nebyl uznáván, patřil také k dědičné šlechtě Benátské republiky. V roce 1752 byl jmenován rytířem Řádu sv. Ducha.
Uplatnil se také jako spisovatel, psal básně, operní libreta, historická pojednání a překládal i z angličtiny. Jeho dílo vyšlo souborně v osmi svazcích v roce 1796 v Paříži a znovu v roce 1807. V roce 1743 byl jmenován členem Francouzské akademie a v roce 1744 se stal členem Akademie písemností a krásné literatury. Během svých diplomatických pobytů v Berlíně a Londýně se stal členem Pruské akademie věd (1756) a britské Královské společnosti.

## Rodina

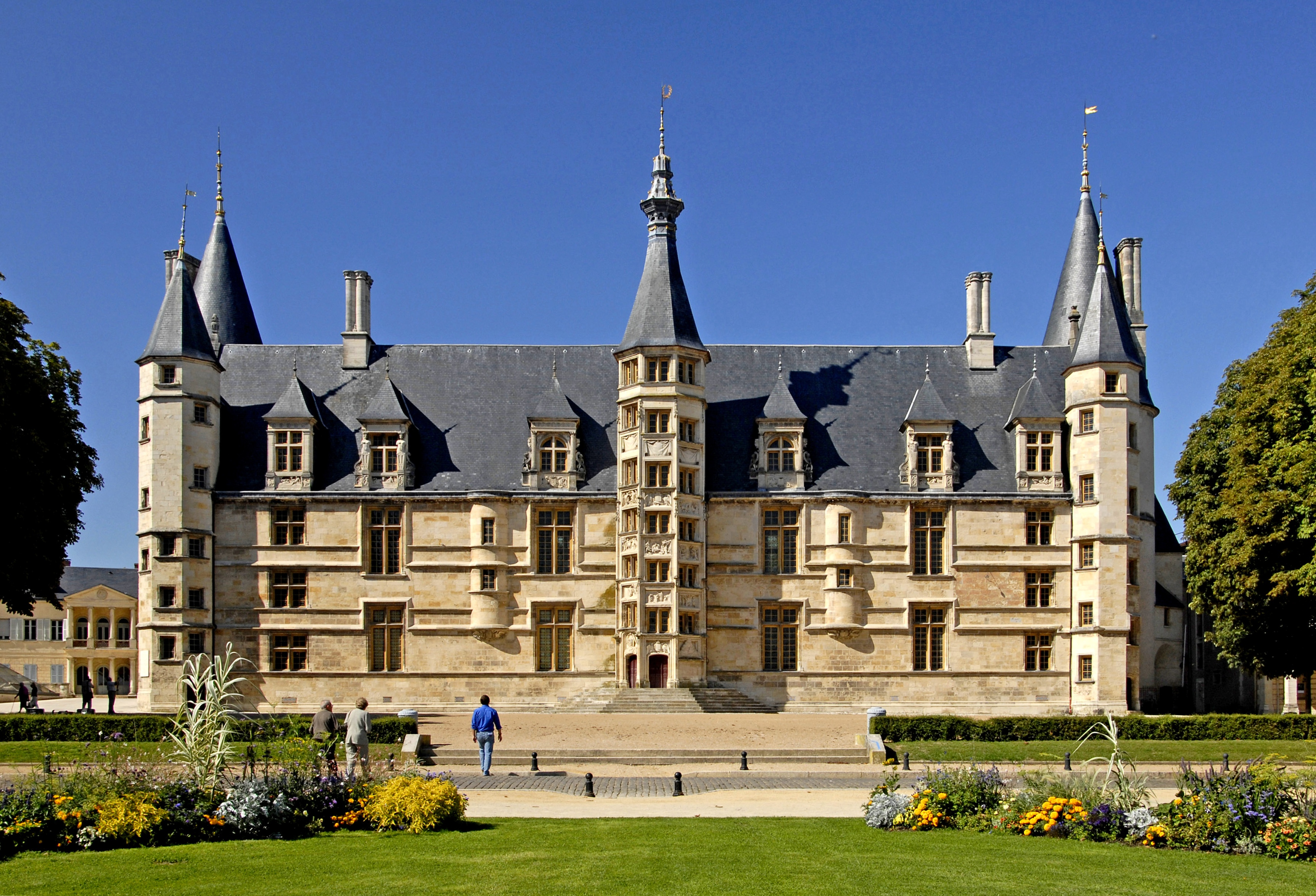
Vévodský palác v Nevers

V kapli pařížského paláce Hotel de Môrtemart se v prosinci 1731 oženil s Hélène Phélypeaux (1715–1782), dcerou dlouholetého ministra námořnictva Jerôma Phélypeauxe, hraběte de Pontchartrain (1674–1747). Hélène byla v letech 1745–1748 dvorní dámou královny Marie Lezszcyńské. Z manželství se narodilo pět dětí.
- 1. nepokřtěné dítě (*/† 1737)
- 2. Hélène Julie, Mademoiselle de Nevers (1740–1780), I. ∞ 1753 Louis Marie Fouquet, hrabě de Gisors (1732–1758), brigádní generál, guvernér v Metách, padl za sedmileté války v Německu, syn maršála Belle-Isle,[20] II. ∞ 1759 Louis Camille de Lorraine, hrabě de Marsan (1725–1782), guvernér v Provence
- 3. Adélaide Diane (1742–1808), palácová dáma a první dvorní dáma Marie Antoinetty 1771–1775, ∞ 1760 Louis Hercule Timoléon de Cossé-Brissac, vévoda de Brissac (1734–1792), generálporučík královské armády, vojenský guvernér Paříže, zavražděn za revoluce[21]
- 4. Jules Frédéric, hrabě de Nevers (1745–1753)
- 5. Louis (*/†1748)